# Giornata per la custodia del creato
La giornata per la custodia del creato è un'iniziativa voluta dalla Conferenza Episcopale Italiana in sintonia con le altre chiese europee che consiste in una giornata annuale dedicata a riaffermare l'importanza, anche per la fede, dell'ambientalismo con tutte le sue implicazioni etniche e sociali. La ricorrenza ufficiale è il 1º settembre, ma alle singole diocesi viene lasciata l'iniziativa di sviluppare attività locali lungo tutto il mese.

## Storia e radici
In ambito cristiano, lo sviluppo della sensibilità ai temi ambientali avvenuto nella seconda metà del secolo scorso si è strettamente intrecciato con i temi della giustizia e della pace e il termine "salvaguardia del creato" è stato usato fin dai primi documenti ufficiali per indicare questa visione unitaria. Questa presa di coscienza storicamente è andata crescendo negli stessi anni in cui si affermava la sensibilità ecumenica, ed il tema della salvaguardia del creato è stato uno dei primi punti di accordo nel difficile cammino di riconciliazione tra le diverse confessioni cristiane.
I documenti ufficiali in proposito sono innumerevoli. Ricordiamo tre date storiche:
- Nel 1983 a Vancouver l'assemblea del Consiglio ecumenico delle Chiese rivolge un appello a tutte le Chiese ad impegnarsi in un «processo conciliare di mutua dedizione a giustizia, pace e salvaguardia del creato»[2].
- Nel 1989 a Basilea la I assemblea ecumenica europea dal titolo “Pace nella giustizia” a cui partecipano la Conferenza delle Chiese europee (KEK) e il Consiglio delle conferenze episcopali d'Europa (CCEE) si dà come compito precipuo quello di esprimere l'impegno dei cristiani europei per la pace, la giustizia e la salvaguardia del creato[3].
- Gli stessi due organismi (KEK e CCEE) nel 2001 a Strasburgo, nel documento che definisce le linee guida per la crescita della collaborazione tra le Chiese cristiane in Europa (Charta Oecumenica) scrivono: ”Raccomandiamo l'istituzione da parte delle chiese europee di una giornata ecumenica di preghiera per la salvaguardia del creato.”[4]

Su questo cammino ha svolto e svolge tuttora un ruolo trainante la Chiesa ortodossa. La giornata si celebra il 1º settembre, capodanno ortodosso, su proposta fatta nel 1989 dell'allora patriarca di Costantinopoli Dimitrios I che nell'enciclica indirizzata per l'inizio dell'anno ecclesiastico, scorgeva tutto il pericolo per il deteriorarsi dell'ambiente, ma avvertiva tutta la responsabilità della Chiesa nei confronti dell'opera di Dio.

## Situazione attuale
È in questa prospettiva che in Italia la Conferenza Episcopale Italiana ha investito dell'impegno la Commissione episcopale per i problemi sociali e il lavoro, la giustizia e la pace, e la Commissione episcopale per l'ecumenismo e il dialogo, e dal 1º settembre 2006 ha deciso la celebrazione annuale di una "Giornata per la salvaguardia del creato". Ogni anno le due commissioni episcopali congiunte indicano il tema specifico della giornata, rivolgono un apposito messaggio e offrono sussidi per l'approfondimento e la celebrazione. Dal 2013 la CEI ha deciso di modificare la traduzione del termine inglese integrity (fr. integritè) da salvaguardia a custodia e la giornata in ambito cattolico si chiama ora "Giornata per la custodia del creato".
Fino ad ora i temi delle giornate sono stati i seguenti:
- 2006 "Dio pose l'uomo nel giardino di Eden, perché lo coltivasse e lo custodisse" (Gn 2,15)
- 2007 "Il Signore vostro Dio vi dà la pioggia in giusta misura, per voi fa scendere l'acqua" (Gn 2,23)
- 2008 "Una nuova sobrietà, per abitare la Terra"
- 2009 "Laudato si', mi' Signore…per frate Vento et per aere et nubilo et sereno et onne tempo, per lo quale, a le Tue creature dài sustentamento"
- 2010 "Custodire il creato, per coltivare la pace"
- 2011 "In una terra ospitale, educhiamo all'accoglienza"
- 2012 "Educare alla custodia del creato per sanare le ferite della terra"
- 2013 "La famiglia educa alla custodia del creato"
- 2014 "Educare alla custodia del creato per la salute dei nostri paesi e delle nostre città"
- 2015 "Un umano rinnovato, per abitare la terra"
- 2016 "Usiamo misericordia verso la nostra casa comune"

Durante la giornata si tengono a livello locale momenti di preghiera o di approfondimento o di festa.
La celebrazione di questa giornata è una delle iniziative ecumeniche più diffuse oggi in Italia, insieme con la Settimana di preghiera per l'unità dei cristiani e la Giornata mondiale di preghiera.
In molte realtà il coinvolgimento non è limitato alle chiese e alle rispettive associazioni laicali di indirizzo ambientale: spesso sono coinvolte anche autorità civili, forze di polizia. Vedi ad esempio la celebrazione del 2010 di Piazza Armerina (Enna) (in primo luogo il Corpo Forestale dello Stato) e associazioni ambientaliste di ispirazione laica.